# شارونگه (نووی پازار)
شارونگه (به صربی: Šaronje) یک منطقهٔ مسکونی در صربستان است که در نووی پازار واقع شده‌است.